# Ржевсько-Вяземська операція (1942)
Ржевсько-Вяземська операція (8 січня — 20 квітня 1942) — стратегічна наступальна операція Червоної Армії під час Другої світової війни.
Операція проводилася військами Західного і Калінінського фронтів. В рамках Ржевсько-Вяземської стратегічної операції були проведені Сичовсько-Вяземська, Можайсько-Вяземська, Вяземська повітряно-десантна і Ржевська фронтові наступальні операції.